# 莱昂纳多·贡萨尔维斯·席尔瓦
莱昂纳多·贡萨尔维斯·席尔瓦（Leonardo Gonçalves Silva，1982年10月26日—），简称莱昂纳多（Leonardo），是一名巴西职业足球运动员，司职前锋。现在效力于巴西足球甲级联赛球队米内罗竞技。

## 俱乐部生涯
2012年2月28日，中国足球超级联赛升班马广州富力宣布租借莱昂纳多四个月。 但是，莱昂纳多因受到伤病困扰，仅在5月27日对阵长春亚泰的比赛中替补出场7分钟，没有进球。租借期满后，莱昂纳多回到科里蒂巴，之后又迅速转会加盟米内罗竞技。

## 荣誉
维多利亚
- 巴希亚州足球联赛冠军：2004，2005

巴拉纳
- 巴拉纳州足球联赛冠军：2006

弗拉门戈
- 里约州足球联赛冠军：2007
- 瓜纳巴拉杯冠军：2007